# Biei (Hokkaidō)
Biei (美瑛町, Biei-chō) és una vila i municipi de la subprefectura de Kamikawa, a Hokkaido, Japó i pertanyent al districte de Kamikawa d'Ishikari. La vila és eminentment agrària, tot i que s'ha fet coneguda a tot el Japó pels seus grans camps d'espígol.

## Geografia
El municipi de Biei es troba al centre-sud de la subprefectura de Kamikawa, al centre de Hokkaido. El terme municipal de Biei limita amb els d'Asahikawa, la capital prefectural, Higashikagura i Higashikawa al nord; amb Ashibetsu, pertanyent a la subprefectura de Sorachi, a l'oest; amb Kamikawa a l'est i amb Kamifurano i Shintoku, a la subprefectura de Tokachi, al sud.

## Història
L'any 1858, Takeshirō Matsuura va explorar el lloc. El 1887 el govern va establir un pla de colonització i desenvolupament agràri per a l'actual zona de Biei. El 1895 es fundà la primer granja i comença l'inmigració de colons procedents de l'illa de Honshu. L'any 1900 Biei passa a constituir-se municipi amb la categoria de poble i l'any 1940 esdevé vila. El 1999 se celebrà el 100 aniversari de la fundació de Biei.

## Demografia
| 1920   | 1930   | 1940   | 1950   | 1960   | 1970   | 1980   |
| ------ | ------ | ------ | ------ | ------ | ------ | ------ |
| 13.580 | 13.643 | 15.374 | 20.578 | 21.743 | 18.002 | 14.826 |
| 1990   | 2000   | 2010   | 2020   | 2030   | 2040   | 2050   |
| 12.769 | 11.902 | 10.955 | 9.846  | -      | -      | -      |

## Transport

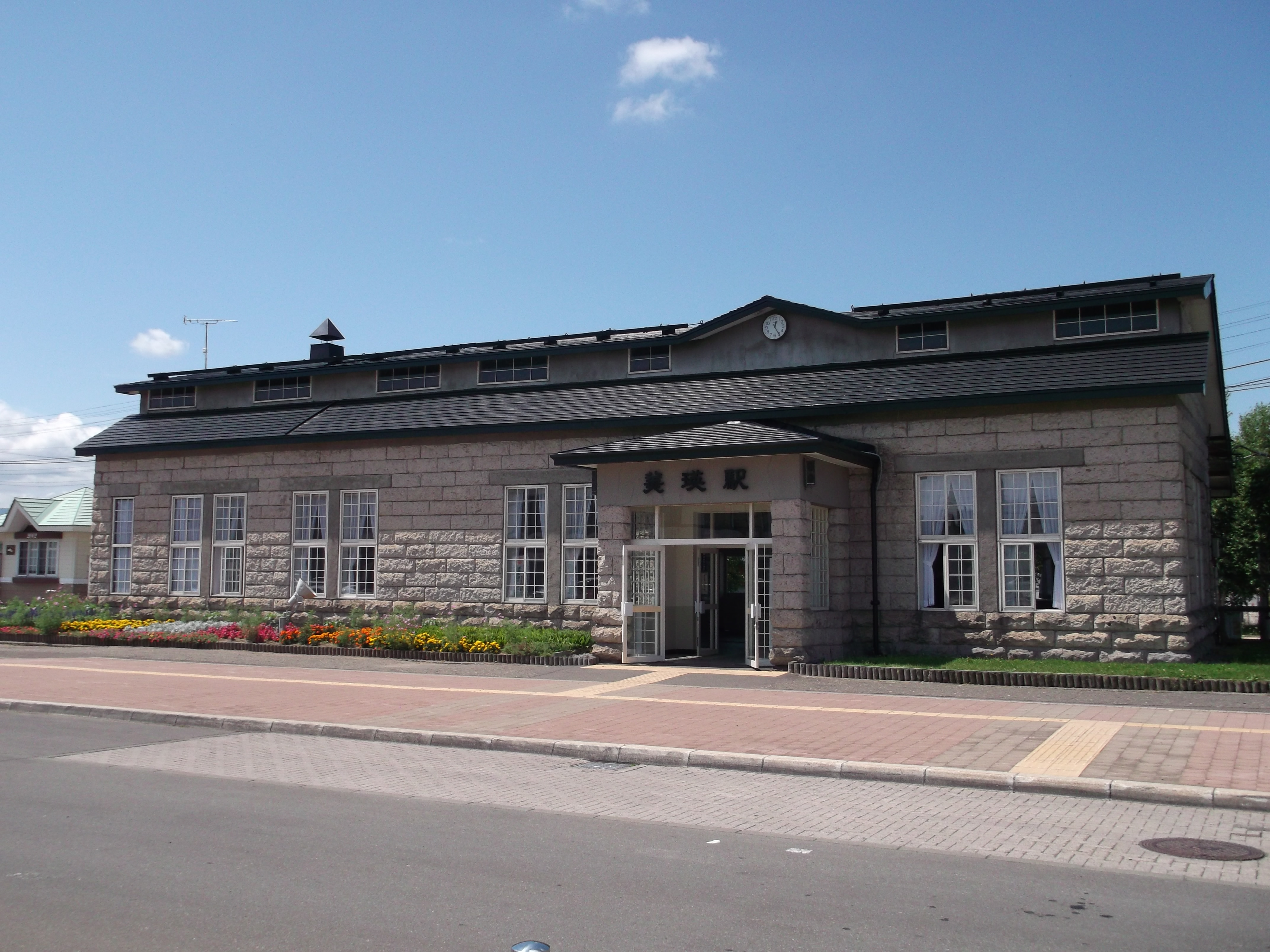
Estació de Biei

### Ferrocarril
- Companyia de Ferrocarrils de Hokkaido (JR Hokkaido)
  - Kita-Biei - Biei - Bibaushi

### Carretera
- Nacional 237 - Nacional 452
- Prefectural 70 - Prefectural 213 - Prefectural 353 - Prefectural 543 - Prefectural 580 - Prefectural 581 - Prefectural 718 - Prefectural 824 - Prefectural 966 - Prefectural 1116 - Prefectural 1160